# Ringerike
Ringerike est une commune de Norvège située dans le comté de Buskerud. La commune de Ringerike a été créée le 1er janvier 1964 à partir d'une fusion des anciennes communes de Hole, Tyristrand, Hønefoss, Norderhov et Ådal ainsi que d'une petite partie de la commune de Flå. Hole est cependant redevenue une commune à part entière le 1er janvier 1977.
La commune est située à environ 50 km au nord-ouest d'Oslo. Elle a une superficie de 1 522 km2. Par sa taille, elle fait partie des communes de superficie moyenne.
L'industrie du bois y est prépondérante. L'agriculture occupe également une place importante. Les autres secteurs industriels, les commerces et les services sont en développement.
Hønefoss fonctionne comme le centre administratif de la commune mais a obtenu le statut de ville dès 1852. Elle compte 13 500 habitants. Il s'agit d'un important nœud de communication pour les voitures, les bus et les trains.
Les localités les plus importantes sont : Tyristrand, Sokna et Hallingby.

## Définition
Ringerike peut désigner :
- la commune ;
- un ancien royaume de Norvège ;
- une zone géographique ;

La zone géographique est beaucoup plus grande que la commune. Elle comprend le fjord Tyrifjorden, puis les communes de Ringerike et Hole ainsi qu'une partie des communes de Modum, Sigdal et Krødsherad. Aujourd'hui, cette zone géographique ne comprend plus que les deux communes de Ringerike et Hole.
Être de Ringerike (å være ringeriking), c'est venir de l'une des deux communes.

## Géographie

### Climat
Ringerike jouit d'un climat continental :  très peu de précipitations, hivers froids, étés chauds et différences significatives entre les températures diurnes et nocturnes en été. Les zones de montagne ont un climat alpin. Le tableau ci-dessous présente les valeurs moyennes pour Hønefoss pour la période 1961-1990. 
| Mois                     | jan. | fév. | mars | avril | mai | juin | jui. | août | sep. | oct. | nov. | déc. | année |
| ------------------------ | ---- | ---- | ---- | ----- | --- | ---- | ---- | ---- | ---- | ---- | ---- | ---- | ----- |
| Température moyenne (°C) | −7,5 | −6,5 | −1,2 | 4,5   | 11  | 15   | 16,5 | 15   | 10,8 | 5    | −1,2 | −5   | 4,7   |
| Précipitations (mm)      | 42   | 32   | 37   | 33    | 51  | 65   | 73   | 77   | 73   | 78   | 64   | 65   | 670   |

### Démographie
Au 1er janvier 2004, la commune comptait 28 060 habitants dont 21,7% avait moins de 17 ans. Environ 13 500 habitaient à proximité immédiate ou dans Hønefoss. Les personnes âgées représentaient 5,4% de la population, les émigrés 5% dont 3,3% étaient non occidentaux.
La commune comptait, en décembre 2012, 2,6% de chercheurs d'emploi, ce qui est au-dessus de la moyenne du comté de Buskerud (2,1%).

### Lacs, parcs et réserves naturelles

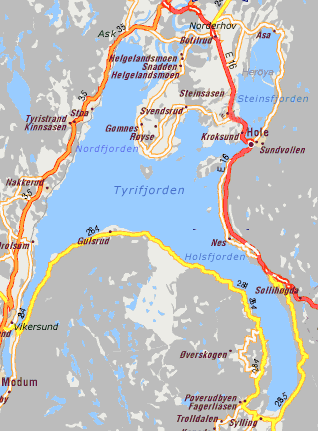
Carte de Tyrirfjorden

Ringerike a des paysages et des milieux naturels très diversifiés. La commune possède nombre de collines boisées et de lacs.
La commune abrite plusieurs aires protégées, des monuments naturels, des réserves naturelles et des zones humides.
Les lacs de la région sont : le Samsjøen, Øyangen, le Sperillen, le Ullerentjernet et le Vestre Bjonevatnet.

#### Système de zones humides de Nordre Tyrifjorden
Le nord du fjord Tyrifjorden possède tout un système de zones humides qui comprend cinq réserves naturelles ayant le statut convention de Ramsar. Le nord du fjord comprend les deux fjords Nordefjorden et Steinsfjorden ainsi que les ruisseaux et les rivières qui se jettent dans ces fjords.
Les cinq réserves naturelles sont celles de :

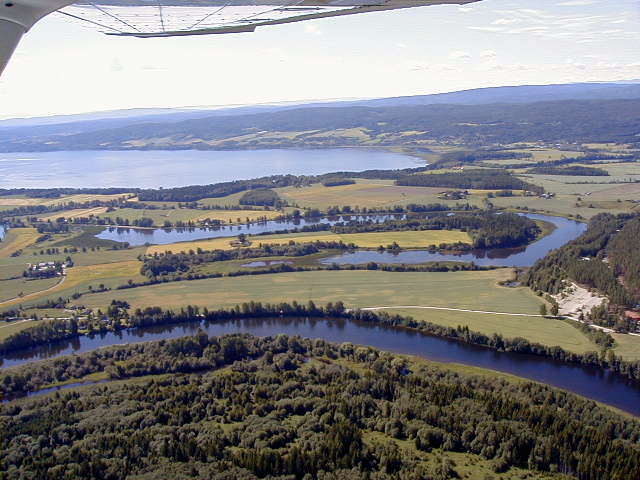
La réserve naturelle de Synneren

- Averøya (1,069 km2)
- Juveren (0,442 km2)
- Karlsrudtangen (0,866 km2)
- Lamyra (0,377 km2)
- Synneren (0,503 km2)

#### Réserves naturelles
- Grønknuten (10,453 km2)
- Gullerudtjern (0,257 km2)
- Haverstingen (2,572 km2)
- Hurum-/Burudåsen (0,511 km2)
- Kulpåsen (0,362 km2)
- Merratjern-/Søndagsbrenna (7,055 km2)
- Mørkgonga (1,564 km2)
- Oppkuven-Smeddalen (4,105 km2)
- Ramberget (2,159 km2)
- Vikerfjell (0,453 km2)
- Spålen-Katnosa (18,499 km2)
- Ultvedttjern (0,181 km2)
- Kroskogen(12,921 km2)

## Histoire

### Préhistoire
Les vestiges qui ont été trouvés permettent de montrer que les premiers groupes d'hommes à s'être sédentarisés à Ringerike l'ont fait entre 3000 et 2000 av. J.-C.

### Période viking
Avant qu'elle ne soit unifiée en 872, la Norvège était subdivisée en multitude de petits royaumes. Parmi ces royaumes, celui de Ringerike peut être considéré comme le berceau de la Norvège puisque c'est dans ce royaume qu'est né Harald Hårfagre qui unifiera le pays.

### Développement et création d'Hønefoss

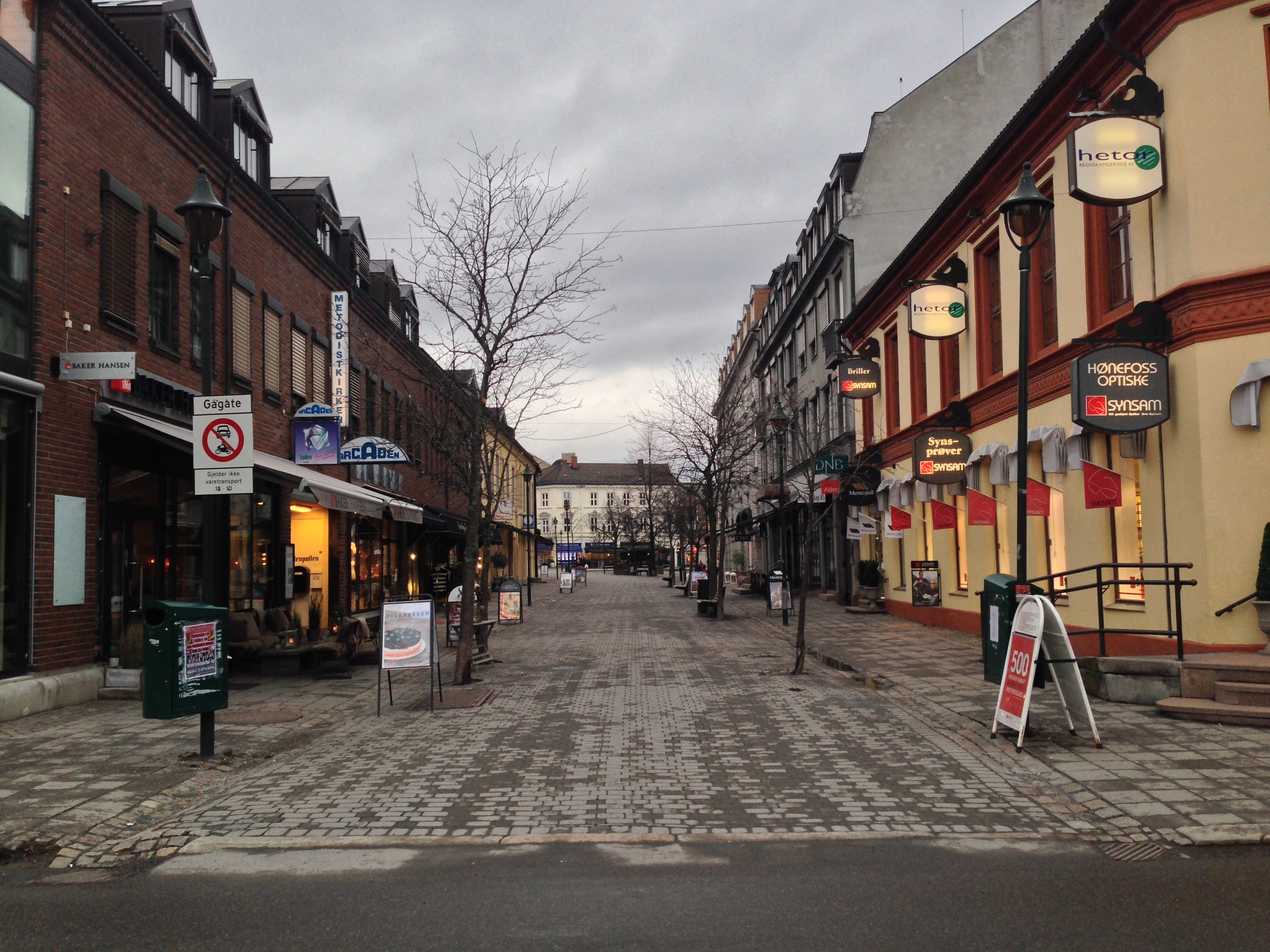
Storgata dans le centre ville

Jusqu'au XVIIe siècle, la commune ne va guère se développer. Il va s'agir surtout d'une économie de subsistance grâce à l'agriculture et au bois.
Les progrès techniques et plus particulièrement l'apparition de la scie hydraulique va permettre un véritable essor économique. C'est d'ailleurs ce qui permettra l'éclosion de la ville d'Hønefoss.
Les premières scies semblent apparaître en 1620. En 1640, on en dénombre six autour de la cascade d'Hønefoss. Quelques années plus tard, on en compte entre 18 et 23.
L'idée d'une ville près de la cascade est apparu en 1839. La loi du 3 septembre 1851 donne au village qui se trouvait près de la cascade le statut de ville. Hønefoss est devenue officiellement une ville et une commune distincte le 22 avril 1852.

### Nom
Le nom de Ringerike provient du vieux norrois hringr qui signifie « anneau » et riki qui signifie « royaume, paysage ». Ce nom est attesté dans les sagas des rois de Norvège et depuis aussi longtemps que s'écrit l'Histoire de la Norvège.

### Blason
Le blason est issu des temps modernes. Il a été adopté le 6 juin 1967. Il montre un anneau d'or sur un fond rouge. Les couleurs rouges et or représentent la royauté et sont les couleurs royales de la Norvège. L'anneau est un symbole parlant avec hypocrisie et symbolise en même temps l'unité du domaine qui a été une entité séparée (voire considéré un petit royaume) depuis les temps médiévaux.

## Économie
Les principales industries sont le bois Norsk Skog Follum (fondée en 1873 et employant 428 personnes) et Huhtamaki, la production de béton Spenncon (fondée en 1961) et Unicon (fondée en 1926), les ateliers de mécanique et la production de cartes de données géographiques (Kartverket).
Ringerike a connu une présence militaire pendant plus d'un siècle. Cette présence a disparu avec la réorganisation de l'armée au début des années 2000. Ringerike a connu jusqu'à trois bases militaires : la base militaire de Helgelandsmoen (à partir de 1868), la base de Hvalsmoen (à partir de 1893) et la base d'Eggemoen (à partir de 1951). 
Ringerike est célèbre pour deux produits issus de l'agriculture : la pomme de terre et le pois. Jens Aabel a d'abord commencé la production de pommes de terre autour de 1867. Le pois a obtenu le label « beskyttet opprinnelses betegnelse (appellation d'origine protégée)  sous le nom  de Ringerikserter (littéralement « pois de Ringerik »). La pomme de terre s'est proposée pour la même protection et attend le résultat du ministère de l'Agriculture (2003). En juin 2007, la pomme de terre devient « beskyttet geografisk betegnelse  » (indication géographique protégée) sous le nom  de Ringerikspotet fra Ringerike (littéralement « pomme de terre provenant de Ringerik »). Six fermiers produisent maintenant et emballent cette pomme de terre spéciale à Ask à Ringerike. La plupart des pommes de terre sont vendues dans la région d'Oslo.
Hønefoss est une ville où la production d'électricité est importante grâce à la cascade d'Hønefoss. La production est de 134 GWh /an.

## Transports
Ringerike est traversée par la ligne de Bergen qui ne s'arrête plus aujourd'hui qu'à Hønefoss. 
La commune compte plusieurs gares toutes fermées aujourd'hui à l'exception des gares de Hval et Viul appartenant à la ligne Roa-Hønefoss, n'ont plus de trafic voyageurs mais uniquement marchandises.
Enfin, un projet de ligne prévue pour 2024, et appelé Ringeriksbanen, reliant Hønefoss à Sandvika beaucoup plus rapidement qu'aujourd'hui, permettrait à la ligne de Bergen d'être raccourcie de 60 km et représenterait un gain de temps de 50 min. Il faut aujourd'hui près de deux heures pour relier Hønefoss à Oslo.

## Culture

### Lieu choisi pour le millénaire

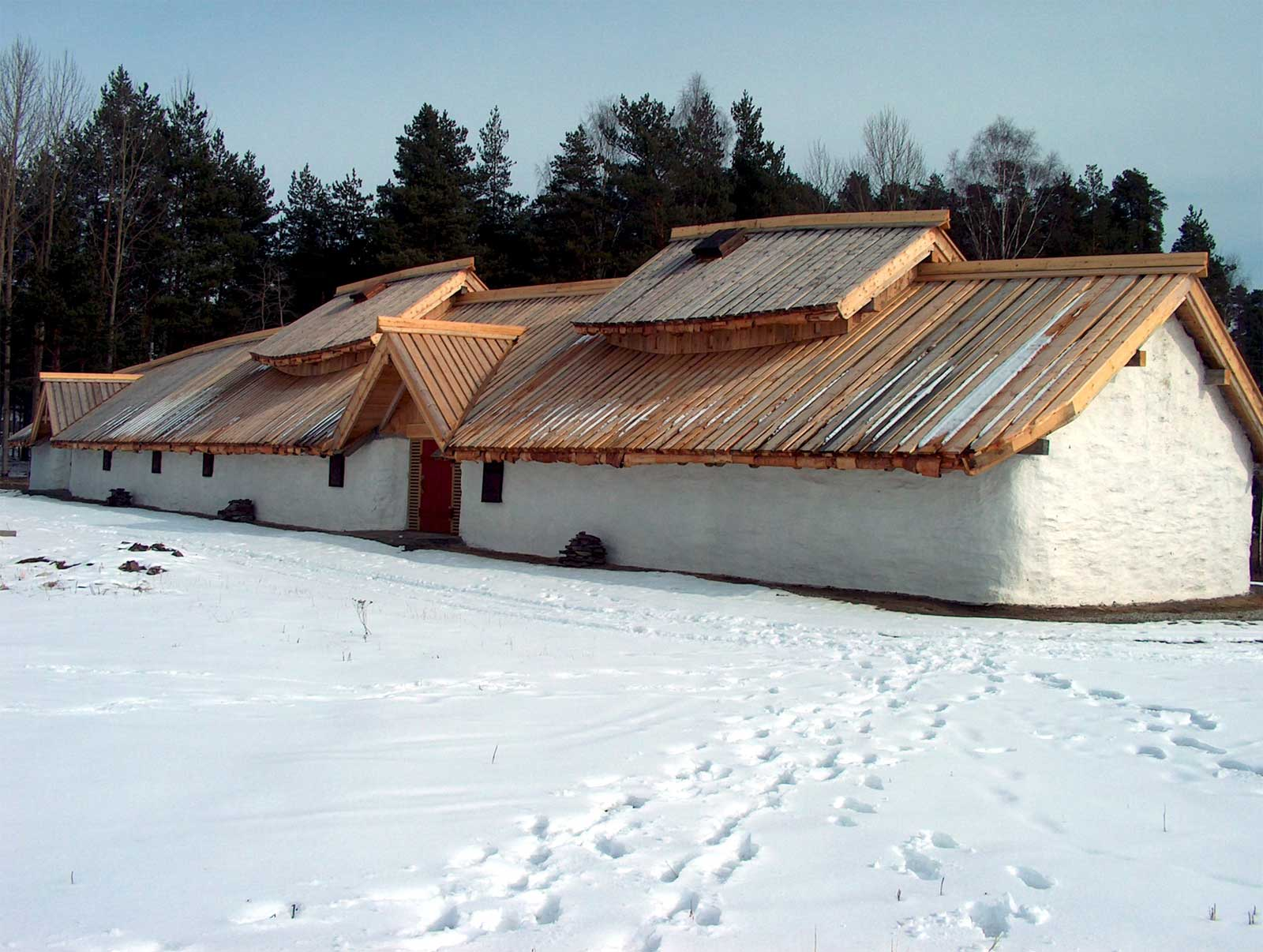
Langhuset på Veien

Le lieu du millénaire de la commune de Ringerike, qui est également le lieu choisi par le comté de Buskerud, est le Hringariki kulturminnepark. Il s'agit en fait d'un musée en plein air. 
Le parc contient l'un des plus grands cimetières du premier âge du fer (500 av. J.-C. - 550 apr. J.-C.). On a également trouvé des tombes datant de l'âge du bronze (1800-500 av. J.-C.) et du second âge du fer (550 à 1050 apr. J.-C.). La découverte la plus surprenante est une très longue maison d'environ 8 x 47 m qui servait probablement de salle de banquet et date de l'âge du fer. La maison principale (appelée Langhuset på Veien) est reconstruite sur le site et a été achevée au printemps 2005.
Le domaine, qui était déjà connu au XVIIe siècle, a été fouillé à plusieurs reprises. Les dernières fouilles ayant eu lieu entre 1992 et 2000. Un certain nombre de découvertes intéressantes y ont été faites : des vases d'argile datant de l'âge du fer, bijoux en or, pièces de monnaie…  En plus de Langhuset på Veien, on a découvert les fondations de maisons plus petites.

### Autres monuments
- Stavhella est un hameau où se trouvent de nombreux tumulus. Le site se trouve près de l'ancienne ferme de Tanberggårdene[N 4],[N 5] et de l'église de Norderhov. Les tumulus datent vraisemblablement du premier âge du fer mais on a également trouvé des tombes (sans tumulus) qui dateraient de l'âge du bronze. Il n'y a pas encore eu de fouilles archéologiques sur ce site.
- Galgefurua est le nom donné à un pin sylvestre de sept mètres de haut. Il fut un arbre à pendus pendant près d'un siècle (1710-1805).
- Gamla på Oppkuven est un des plus vieux épicéas de Norvège. En 2012, il a eu 467 ans[15].
- Sætrangfunnet est une tombe double, découverte en 1834 et qui a été datée depuis d'environ 375 apr. J.-C. L'huissier Hans. A. Ridder (1797–1865) avait acheté l'un des trois monticules de la ferme de Sætrang à Haugsbygd (qui s'appelait alors Vangsfjerdingen), afin de s'en servir comme matériau de remplissage pour la ferme qu'il avait à proximité. Le monticule faisait environ 20 mètres de diamètre et 4 mètres de haut. Au milieu du monticule on a trouvé un double tombeau dans lequel se trouvait 63,89 grammes d'or sous forme de cinq anneaux et environ 900 perles d'ambre, de verre, de mosaïque et une perle en argent.
- Oppenborgen est un ensemble de fortifications afin de parer aux invasions barbares. Cet ensemble est constitué de deux fortifications séparées de 50 à 70 mètres par un ravin profond. L'ensemble est situé près d'Ådalen. Les fortifications sont appelées Ormekula et Slotteberget.
- Gjermundbu est un ensemble de deux tumulus de la période viking découvert en 1943 à Haugsbygd. Le premier tumulus est un riche tombeau d'un chef viking de la première moitié du Xe siècle. On y a trouvé un casque viking, les restes d'un broigne. Le casque est le seul dans son genre à avoir été trouvé dans un tombeau en Scandinavie. Le second tumulus n'a pas fait l'objet de fouilles.
- Kjerraten i Åsa est un héritage culturel et familier de la période 1807-1850. Il a été conçu par Peder Anker (1749-1824) qui possédait de vastes zones de forêt dans la région. Il avait besoin d'une solution pour transporter le bois de Steinsfjorden jusqu'à Damstjern. Le flottage du bois n'était pas possible en raison du dénivelé (389 mètres sur une longueur totale de 3 900 mètres). Le kjerraten se composait de douze roues à eau avec une chaîne. Il fallait trois heures pour que le bois fasse le trajet, environ 240 rondins/jour pouvaient être transportés ainsi. L'installation, dont le coût fut estimé à 33 000 speciedaler, fut construite par l'architecte suédois Samuel Bagge.
- Ringerike Nikkelverk est un héritage industriel important de la période (1848–1920). L'industrie fut construite par Adolf Friedrich Roscher et fut mise en service en 1849. Pour autant, l'exploitation minière avait débuté en 1688 après la découverte de gisement de cuivre en 1675. À partir de 1789, on a découvert du cobalt puis du nickel à partir de 1837.

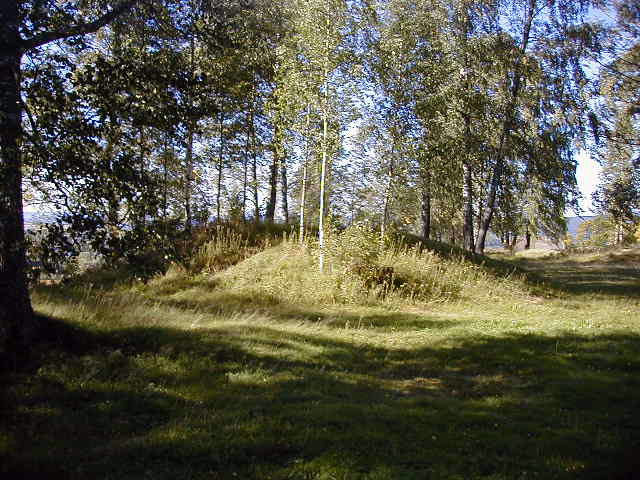
Stavhella compte une vingtaine de tumulus et des sépultures en terrain plat.
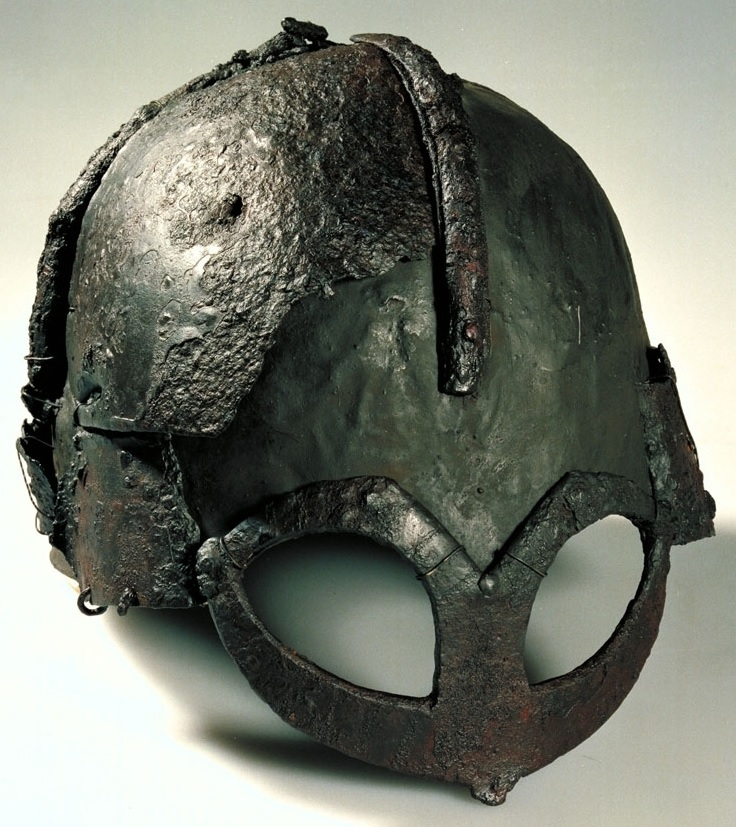
Casque viking trouvé à Haugsbygd.
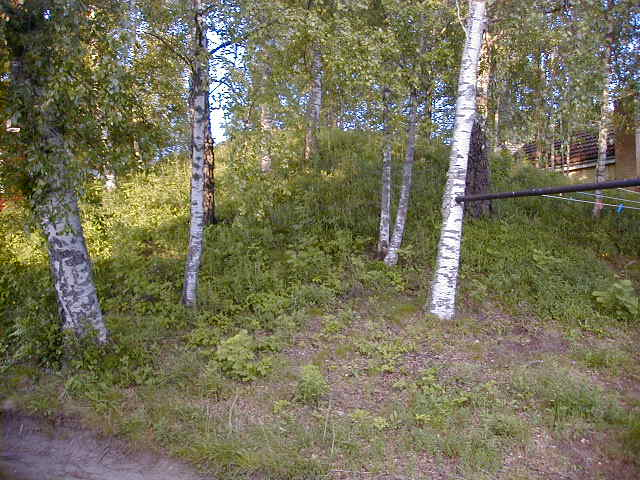
Le second tumulus de Gjermundbu.
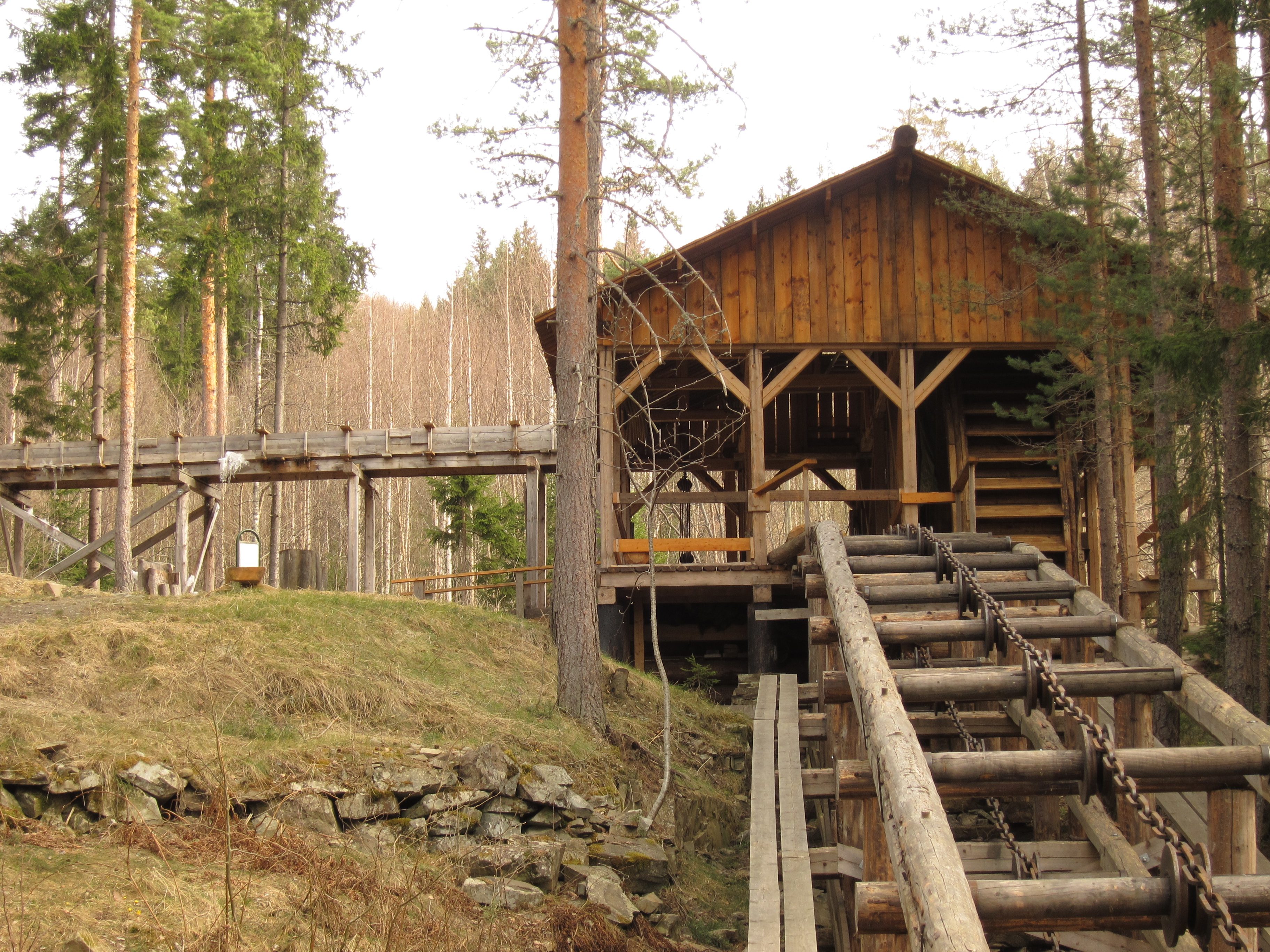
Kjerraten i Åsa.

## Sports
- Hockey sur glace : les Ringerike Panthers font désormais partie de l'élite du hockey norvégien après avoir terminé 2e de deuxième division lors de la saison 2012-2013[16].
- Cyclisme : Ringerike organise chaque année la course Ringerike Grand Prix qui est l'une des courses les plus importantes de Norvège.

## Personnalités liées à la commune

### Écrivains
- Karsten Alnæs, né en 1938 à Hønefoss

### Sportifs
- Erik Hagen, footballeur ayant joué pour le club d'Hønefoss

#### Skieurs
- Frode Andresen, biathlète et skieur de cross-country, résidant à Hønefoss
- Tora Berger, biathlète née en 1981, championne olympique en 2010.
- Trygve Brodahl, skieur de cross-country, né en 1905 à Hønefoss, et mort en 1996 au même endroit
- Sverre Brodahl, skieur de cross-country, mort en 1998 à Hønefoss
- Anders Jacobsen, sauteur à skis, né en 1985 à Hønefoss

### Autres
- Arild Hiim, politicien, né en 1945 à Ringerike
- Bjørn Kjos, aviateur, avocat, auteur, homme d'affaires, né en 1946 à Ringerike
- Randi Thorvaldsen, acteur et représentant du club Hønefoss BK

## Jumelages
Ringerike est jumelée avec les communes suivantes :
- Aabenraa (Danemark) Aabenraa Danemark-du-Sud
- Lohja (Finlande) Lohja Finlande-Méridionale
- Noordoostpolder (Pays-Bas) Noordoostpolder Flevoland
- Skagaströnd (Islande)
- Växjö (Suède) Växjö Kronoberg
- Emmeloord (Pays-Bas)